# Саулетекис

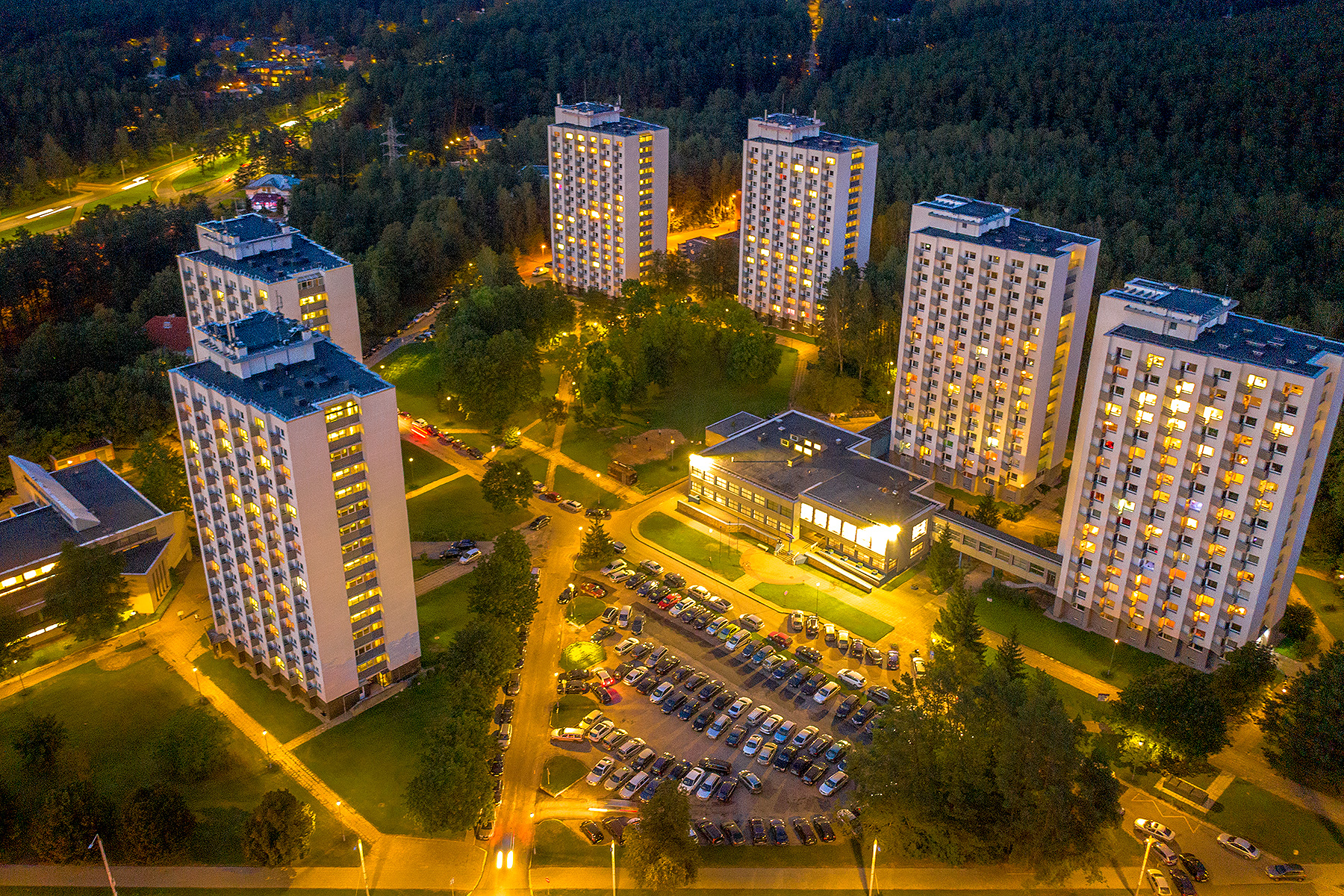

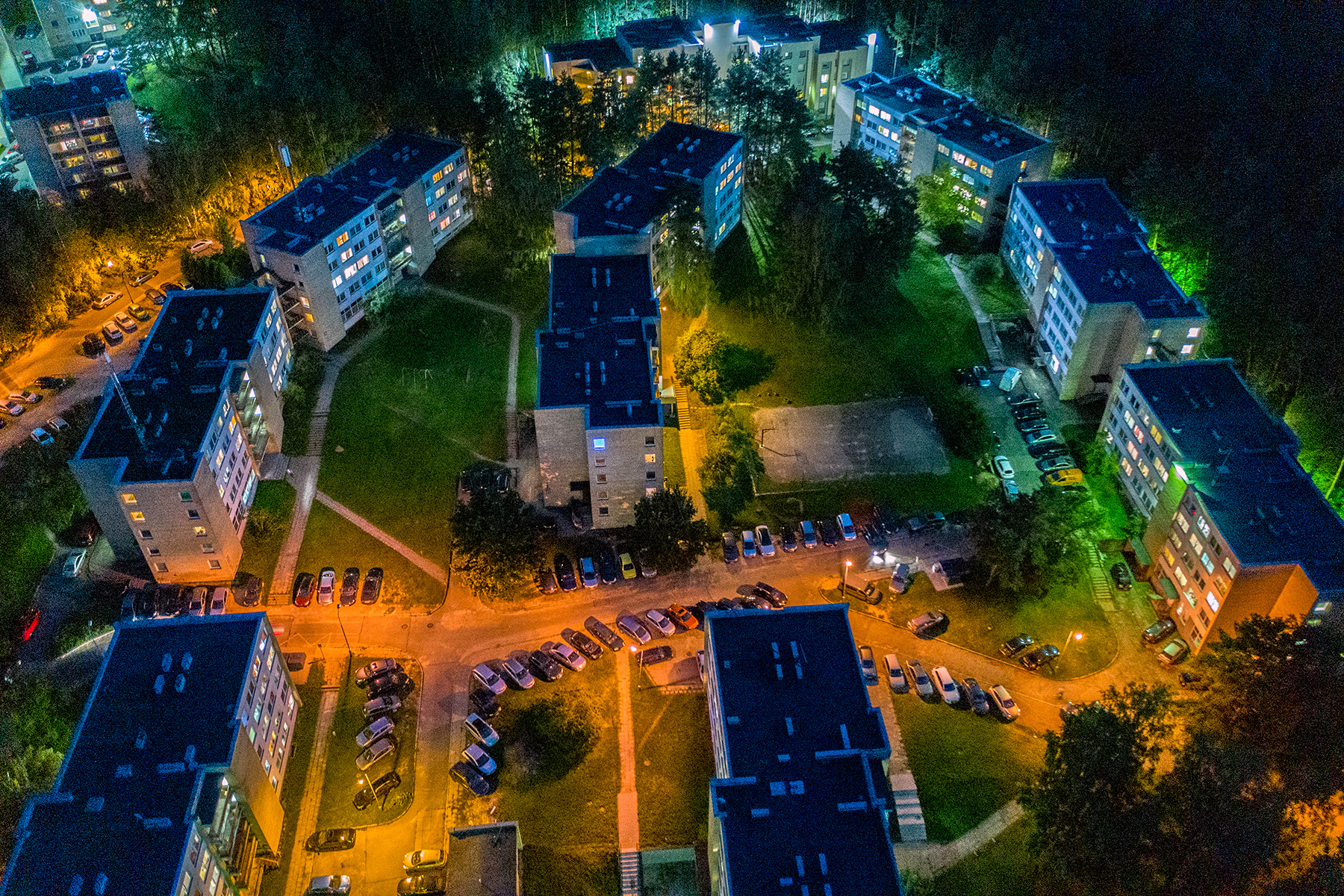

Сауле́текис (лит. Saulėtekis; в переводе — «Восход») — микрорайон Вильнюса, столицы Литвы. Расположен к северо-востоку от центра города. Входит в Антакальнисское староство. Микрорайон состоит из двух студенческих городков: Ньюйоркас и Камчатка. К первому относятся физический, юридический, коммуникационный и экономический факультеты Вильнюсского университета, Бизнес-школа Вильнюсского университета, Вильнюсский технический университет Гедимина и студенческие общежития. К Камчатке относятся 3 общежителя ВГТУ, 4-5 общежителя Вильнюсского университета и троллейбусное кольцо.